# Mark Soskin
Mark Samuel Soskin (Brooklyn (New York), 12 juli 1953) is een Amerikaanse jazzpianist en -toetsenist van de modernjazz en muziekpedagoog.

## Biografie
Soskin studeerde vanaf 1971 piano aan de Colorado State University en aan het Berklee College of Music. In 1975 verhuisde hij naar San Francisco, waar hij speelde in latinbands als Azteca (tot 1978), daarna maakte hij twee jaar deel uit van de band van Billy Cobham, met wie hij ook internationaal toerde en trad hij op met Bobby McFerrin, Julian Priester, Eddie Henderson en de CBS All Stars. Tussen 1979 en 1992 maakte hij deel uit van de band van Sonny Rollins, met wie hij op tournee ging, maar was hij ook betrokken bij opnamen van albums als Don't Stop the Carnival, Sunny Days en G-Man. Hij leidde daarna zijn eigen bands, maar speelde ook in het Contempo Trio met Chip Jackson en Danny Gottlieb. Hij heeft ook gewerkt aan opnamen van Herbie Mann, Claudio Roditi, George Russell, Roland Vazquez, Hendrik Meurkens, Ravi Coltrane, Hans Kennel, Joe Locke en Astrud Gilberto. Hij was ook betrokken bij de wereldpremière van John Adams Ceiling/Sky en begeleidde Gato Barbieri en Roseanna Vitro.
Soskin geeft les aan de Manhattan School of Music.

## Discografie

### Als leader
- 1980: Rhythm Vision Prestige Records
- 1991: Overjoyed Jazz City
- 1992: Views From Here King
- 1993: Calypso & Jazz Around the Corner King
- 1996: Live at Vartan Jazz Vartan Jazz
- 1998: Five Lands: Cinqueterra TCB Records
- 2003: Homage To Sonny Rollins White Foundation
- 2007: 17 (Seventeen) TCB Records
- 2007: One Hopeful Day Kind of Blue
- 2009: Man Behind The Curtain Kind of Blue
- 2012: Nino Rota, Piano Solo Kind of Blue
- 2015: Mark Soskin Quartet Live At Smalls smallsLive
- 2017: Hearts and Minds SteepleChase
- 2018: Upper West Side Stories SteepleChase
- 2020: Everything Old Is New Again SteepleChase Records[4]

### Als co-leader
- 1994: Spirits: met Harvie Swartz, Joe LaBarbera, Sheila Jordan, Live at Vartan Jazz, Vartan Jazz
- 1994: Contempo Trio: met Danny Gottlieb, Chip Jackson & Ravi Coltrane, No JAMF's Allowed, Jazzline
- 2003: Contempo Trio: met Danny Gottlieb, Chip Jackson & Carolyn Leonhart, The Secret of Life, First Media

### Als sideman
- Bill Summers: Feel The Heat Fantasy Records
- Bobbi Humphrey: Tailor Made Columbia Records
- Bobby Watson: Urban Renewal Kokopelli Records
- Carla White: Live at Vartan's Vartan Jazz
- Claudio Roditi: Jazz Turns Samba Groovin' High
- Greg Abate: Happy Samba Blue Chip Jazz
- Jimmy Ponder: Something to Ponder Muse Records
- Roseanna Vitro: Conviction A Records
- Steve Slagle featuring Joe Lovano: Smoke Signals Panorama
- Teddy Edwards: James Van Buren Meets Teddy Edwards Vartan Jazz
- 1976: Pete Escovedo en Sheila E: Solo Two Fantasy Records
- 1976: Roger Glenn: Reachin' Fantasy Records
- 1977: CBS Allstars (Billy Cobham): Alivemuthaforya Columbia Records
- 1977: Billy Cobham: Magic Columbia Records
- 1978: Sonny Rollins: Don't Stop the Carnival Milestone Records
- 1979: Sonny Rollins: Don't Ask Milestone Records
- 1982: George Russell: Live in an American Time Spiral Soul Note
- 1984: Sonny Rollins: Sunny Days, Starry Nights Milestone Records
- 1984: Steve Bargonetti: Steve Bargonetti Qwest Records
- 1986: Deuce: Deuce Redwood Records
- 1986: Sonny Rollins: G-Man Milestone Records
- 1987: Sonny Rollins: Dancing in the Dark Milestone Records
- 1989: Various Artists: A Jazz City Christmas Jazz City
- 1990: Herbie Mann: Jasil Brazz RBI
- 1990: Nanette Natal: Stairway to the Stars Benyo Music
- 1990: Sonny Rollins: Falling in Love with Jazz Milestone Records
- 1991: Shinobu Itoh: Sailing Rolling PAS
- 1991: Sonny Rollins: Here's to the People Milestone Records
- 1994: The Empire State Group: Benjamin Sujesh Anothen Records
- 1995: Herbie Mann: 65th Birthday Celebration, Live At The Blue Note Lightyear
- 1995: Herbie Mann: America/Brasil Lightyear (1995)
- 1995: Kayoko Miyama featuring Tana Reid met Mark Soskin: Best Regards Sound Hills
- 1996: Joe Locke: Inner Space SteepleChase Records
- 1996: Sonny Rollins: Silver City Milestone Records
- 1997: Eric Wyatt: God Son, Paddle Wheel
- 1997: SuperNova: SuperNova Claudia Villela Jazzheads
- 1998: Dawn Upshaw: The World So Wide Nonesuch Records
- 1998: Various Musicians: Cowboy Bebop Victor Entertainment
- 2002: Steve Smith: Steve Smith and Buddy's Buddies: Very Live At Ronnie Scott's Jazz Club Set 1, Tone Center Records
- 2002: Steve Smith: Steve Smith and Buddy's Buddies: Very Live At Ronnie Scott's Jazz Club Set 2, Tone Center Records
- 2008: Liza Minelli: Liza's At The Palace, Hybrid Recordings
- 2008: Sonny Rollins: Road Shows Vol.1, Doxy
- 2011: Erik Charlston – JazzBrasil: Hermeto Sunnyside Records
- 2013: Eddie Allen: Push Edjalen Music
- 2014: Roseanna Vitro: Clarity: Music of Clare Fischer Random Act Records
- 2015: Steve Smith: Steve Smith And Vital Information NYC Edition, Viewpoint, BFM JAZZ
- 2016: Sonny Rollins: "Road Shows, " Vol.4, Okeh Holding The Stage
- 2017: Steve Smith: Steve Smith And Vital Information NYC Edition, Heart Of The City BFM JAZZ
- 2018: Roseanna Vitro:  Tell Me The Truth Skyline
- 2019: Denise Mangiardi: Brown Book, Alice's Loft Music PRS
- Bill Summers: On Sunshine Fantasy Records
- Billy Cobham: Simplicity Of Expression, Depth Of Thought Columbia Records
- Billy Novick: Pennywhistles From Heaven Green Linnet
- Bruce Williamson: Big City Magic Timeless Records
- Claudio Roditi: Freewheelin' Reservoir
- Compilatie: The Best Of Vartan Jazz Vols. 1 & 2, Vartan Jazz
- Danny Willensky: Back In The Mix Speechless
- Fritz Renold and The Bostonian Friends: Starlight Columbia Records
- Hans Kennel: "Stella," Featuring Mark Soskin TCB
- Hendrik Muerkens: A View From Manhattan Concord Records
- Hendrik Muerkens: Poema Brasilero Concord Records
- Hendrik Muerkens: Slidin' Concord Records
- Herbie Mann: Caminho de Casa Chesky Records
- Herbie Mann: Opalescense Kokopelli Records
- Jeanie Stahl: I'm Just Foolin' Myself Daring Records
- Jimmy Ponder: Steel City Soul 32 Jazz Records
- Kazuko Michishita: You Can Dream Kaz Music
- Kenia Acioly: Initial Thrill Zebra
- Kenia Acioly: Rio/New York Jazzmania
- Kenia: On We Go, Mooka Records
- Manhattan Reggae Unit: Come Spring Pony Canyon
- Manhattan Reggae Unit: Together Pony Canyon
- Minehaha: May Happiness Be Yours Nippon Columbia
- Pete Escovedo en Sheila E: Happy Together Fantasy Records
- Robert Debellis: Parallax Vintone Records
- Roger Rosenberg: Baritonality Sunnyside Records
- Roland Vazquez: Furthur Dance RVCD
- Roland Vazquez: No Separate Love RVCD
- Roland Vazquez: Quintet Live RVCD
- Roseanna Vitro: The Music of Randy Newman Motema Music
- Sherri Roberts: Dreamsville Brownstone
- Sherri Roberts: Twilight World Brownstone
- Sherry Winston: Love Madness Headfirst
- Steve Smith: Steve Smith's Jazz Legacy Live On Tour Vol. 1, Drum Legacy Records
- Steve Smith: Steve Smith's Jazz Legacy Live On Tour Vol. 2, Drum Legacy Records
- String Of Pearls: S.O.P New York/Brasil Alfa Music
- Various Musicians: Keys To The City Pony Canyon
- Ze Louis: Guaraní Banana Malandro